# Université de Lorraine
 (février 2022).
L’université de Lorraine est une université française remontant à 1572, année de la fondation de l'université de Pont-à-Mousson, qui est transférée en 1769 à Nancy et rétablie en 1852. Située principalement à Nancy et à Metz, elle dispose d'implantations spécifiques à Bar-le-Duc, Briey, Épinal, Forbach, Cosnes-et-Romain, Lunéville, Saint-Avold, Saint-Dié-des-Vosges, Sarreguemines, Maxéville et Yutz. Juridiquement, elle a le statut de grand établissement.
Institution à l'histoire mouvementée, l'université de Lorraine est plusieurs fois supprimée et restaurée après la Révolution française, et scindée par la loi Faure après Mai 1968. À partir de 2005, les établissements d'enseignement supérieur de Lorraine (notamment les universités Nancy I et II, et l'université Paul-Verlaine de Metz) entament un processus de fusion, débouchant le 1er janvier 2012 sur l'actuelle université de Lorraine.
En 2022, l'université de Lorraine rassemble 62 000 étudiants et 7 000 membres d'équipe pédagogique (dont 4 000 enseignants-chercheurs). Elle est présidée par Hélène Boulanger depuis le 31 mai 2022.

## Histoire

### Genèse de l'université

Logo de l'université jusque 2012.

Au XVIe siècle, en 1558, à Verdun, alors principauté épiscopale indépendante, la première tentative de création d'une université en terre lorraine a lieu, même si elle se solde par un échec quelques années plus tard.
Avec la création de l'université jésuite de Pont-à-Mousson, dans le Duché de Bar, le 5 décembre 1572, cette histoire débute réellement, sous l'impulsion du duc Charles III de Lorraine et de son cousin, Charles de Lorraine, cardinal de Guise. Ils donnent à la nouvelle université les moyens de leur ambition : rapidement, les effectifs progressent, et l'université de Pont-à-Mousson, forte d'enseignants renommés, commence à attirer des étudiants étrangers.
Le succès est néanmoins de courte durée : la résurgence de la peste (1610, 1621-1625, 1627-1636) et la guerre de Trente Ans qui ravagent les duchés et le Saint-Empire romain germanique, marquent un coup d'arrêt dans le développement de la nouvelle université. De 1630 à 1634, l'enseignement est même totalement interrompu.
Nancy, pour sa part, connaît un fort développement au début du XVIIIe siècle et se découvre de nouvelles ambitions. La ville souhaiterait devenir le centre universitaire lorrain (ainsi qu'un évêché), et certains sont prêts à y consacrer tous leurs efforts, rumeurs et intrigues comprises.
Il faut pourtant attendre la disparition de Stanislas Leszczyński pour que, dans le mouvement du rattachement de la Lorraine à la France, le transfert de l'université de Pont-à-Mousson à Nancy soit officialisé, le 3 août 1768. Il faut encore presque dix ans pour que l'installation soit effective.
La constitution de 1791 annonce la mise en place d'un nouveau système d'instruction publique ; fin 1793, la Convention supprime toutes les universités existantes, dont celle de Nancy. Il faut attendre un an pour assister à la création (éphémère) de l'École normale (dite de l'an III), puis, encore un an plus tard, en octobre 1795, à celle des grandes écoles spéciales — l'École centrale des travaux publics, future École polytechnique, le Conservatoire national des arts et métiers, l'École spéciale des langues orientales —.
Le décret-loi du 10 mai 1806, un texte bref (3 articles) et peu précis, instaure l'Université impériale. Instrument au service du pouvoir central, cette institution fixe seule les implantations des facultés qui lui sont directement subordonnées : à Metz, une faculté des sciences, à Nancy, une faculté des lettres. Au rythme des abdications et des retours de Napoléon, en 1814 et 1815, l'Université impériale est supprimée, réinstaurée, puis supprimée à nouveau. L'ordonnance du 15 août 1815 supprime 20 facultés en France, dont celles de Metz et de Nancy : il n'existe alors plus d'institutions d'enseignement supérieur en Lorraine.
L'École préparatoire de médecine et de pharmacie de Nancy, créée par l'ordonnance royale du 17 octobre 1843 marque un — timide — redémarrage. Il faut 9 ans (de 1843 à 1852) d'incessants efforts de Prosper Guerrier de Dumast pour que l'université de Nancy soit finalement rétablie. Lorsque survient la guerre de 1870, Nancy abrite une faculté des sciences, une faculté de lettres et une faculté de droit.
La défaite et l'annexion de l'Alsace et d'un quart du territoire lorrain (notamment de sa métropole, Metz), soulèvent la question du transfert d'une partie de l'université de Strasbourg, et, notamment, de la faculté de médecine. Les Strasbourgeois auraient souhaité Lyon, ville de taille comparable à Strasbourg, mais des raisons, en partie patriotiques, favorisèrent Nancy en mars 1872[réf. nécessaire]. De 1892 à 1919, plusieurs Instituts sont créés, qui préfigurent les futures Écoles nationales supérieures, instaurées en 1947. Nancy est l'une des universités françaises à connaître avant 1914 une forte affluence d’étudiantes. 
La Première Guerre mondiale marque encore un ralentissement, mais les professeurs et les élèves des facultés se mobilisent. Cet engagement est récompensé par :
- la citation de la faculté de Médecine de Nancy à l'Ordre de la Nation[11],
- l'attribution à l'université de Nancy de la Croix de guerre[12] et de la Légion d'honneur[13]. La citation précise : « A poursuivi ses travaux et son enseignement, malgré la proximité de la ligne de bataille et en dépit d'un bombardement continu et des plus violents, qui a causé la mort de nombreuses victimes et occasionné d'importants dégâts [comme la destruction de la bibliothèque universitaire]. S'est ainsi acquis les plus beaux titres à la reconnaissance du Pays par son héroïsme, qui symbolise l'effort des Universités de France pendant la grande guerre. » La Croix de Guerre lui est officiellement remise le 17 novembre 1927, au cours de la rentrée solennelle des Facultés par le Maréchal Foch.
- l'attribution à l'université de Nancy de la Légion d'honneur qui est officiellement remise le 6 novembre 1932 au cours de la rentrée solennelle des Facultés, par Albert Lebrun, président de la République. L'université de Nancy est la seule université de France à avoir reçu la Légion d'honneur.

La croix de guerre et la Légion d'honneur de l'université de Nancy sont conservées par le recteur de l'académie de Nancy-Metz, chancelier des universités de Lorraine.
Avec le retour de l'Alsace et de la Moselle dans le giron de la France, l'université de Nancy retrouve la concurrence de l'université de Strasbourg. Cependant, malgré les inquiétudes, l'université connaît une croissance soutenue dans l'entre-deux-guerres, doublant pratiquement le nombre de ses étudiants, nécessitant de ce fait un important programme immobilier afin d'accueillir tous ces effectifs.

### Scission puis fusion
Lors de la Seconde Guerre mondiale, alors que certains[Quoi ?] sont arrêtés, emprisonnés, déportés, d'autres choisissent la Collaboration. Ils en paieront le prix à la Libération[pas clair]. À l'issue du conflit, l'université de Nancy reprend sa marche en avant, jusqu'à Mai 68, dont la conséquence, pour les universités, est la loi Faure, qui, en Lorraine, crée quatre établissements publics à caractère scientifique et culturel, l'Institut national polytechnique de Lorraine, l'université de Metz, l'université Nancy-I et l'université Nancy-II. À la rentrée 2005, les trois universités nancéiennes créent Nancy-Université, avant la création officielle de l'établissement par un décret de mars 2007. En octobre 2009, l'université Paul Verlaine-Metz rejoint le pôle qui prend alors le nom de « PRES de l'université de Lorraine ».
Le projet « Campus Lorrain » a été labellisé « campus » en 2008 lors de la seconde vague du programme plan campus du Grand emprunt qui visait à financer des projets immobiliers pour faire émerger des pôles universitaires d’excellence. Dès le démarrage, il s'est inscrit dans la dynamique de la construction de l'université de Lorraine. Le budget du projet lorrain s’élève à 148,3 millions d’euros. Ce projet prévoit le financement de cinq opérations immobilières,.
Mis en place le 1er juin 2010, le Programme d'investissements d'avenir (PIA) est un programme de financement de la recherche française doté, initialement, de 35 milliards d'euros. L'université de Lorraine a obtenu, le 22 janvier 2016, le label I-site, pour son dossier nommé "Lorraine Université d'Excellence" (LUE), après avoir postulé sans succès à deux reprises au label Initiative d'excellence.
L'université de Lorraine participe à l'initiative d'excellence en information scientifique et technique, ISTEX en tant que représentant de la Conférence des présidents d'université au comité de pilotage. Le 17 mai 2011 est créée la fondation NIT (noyau d'innovation technologique), fondation universitaire de l'université de Lorraine. Le décret no 2011-1169 du 22 septembre 2011 crée le grand établissement « université de Lorraine » par fusion des quatre établissements au 1er janvier 2012,.
L'université de Lorraine est au premier rang des universités françaises pour ses liens avec les pays germanophones, notamment l'Allemagne.

## Campus
| Épinal Agglomération de Metz Agglomération de Nancy Bar-le-Duc Sarreguemines Agglomération de Longwy Saint-Dié-des-Vosges Agglomération de Thionville Forbach Saint-Avold Lunéville Homécourt Laneuvelotte Xonrupt-Longemer Briey |

Cette section ne s'appuie pas, ou pas assez, sur des sources secondaires ou tertiaires indépendantes du sujet. Le texte peut contenir des analyses inexactes ou inédites de sources primaires.
Pour l'améliorer, ajoutez-en, ou placez des modèles {{Source secondaire souhaitée}} ou {{Source secondaire nécessaire}} sur les passages mal sourcés. (novembre 2022)
L’université de Lorraine est un établissement public à caractère scientifique, culturel et professionnel (EPSCP) constitué sous la forme d’un grand établissement au sens de l’article L. 717-1 du code de l’éducation ; son statut a été fixé par le décret no 2011-1169 du 22 septembre 2011 portant création de l’université de Lorraine (décret pris après avis du Conseil d'État). Ce statut conduit l'université de Lorraine à déroger à certains points de « droit commun » concernant l’organisation, la gouvernance, les instances.
La recherche scientifique de l'université de Lorraine s'organise autour de dix pôles scientifiques regroupant soixante laboratoires de recherche parfois fédérés au sein de fédérations de recherche. L'université de Lorraine possède un patrimoine de 832 500 m2 de surface, réparti sur 262 bâtiments à travers toute la Lorraine.
L'université de Lorraine gère plusieurs musées  : Musée archéologique, Muséum-aquarium, Conservatoire et jardins botaniques (les deux derniers étant co-gérés avec la Communauté urbaine du Grand Nancy).
L'université de Lorraine compte actuellement 27 bibliothèques universitaires pour 1,8 million d'ouvrages. Les bibliothèques sont organisées en une direction opérationnelle, la Direction de la Documentation et de l'Édition.
- Les anciennes universités de Nancy comptaient plusieurs bibliothèques universitaires représentant 500 000 documents dont plus de 250 000[30] livres, réparties sur 36 sites ; la première pierre de la bibliothèque de l'ex-Nancy II fut posée par le président de la République Albert Lebrun en 1932.
- Six bibliothèques dont trois à Metz, une à Thionville-Yutz, une à Sarreguemines et une à Saint-Avold, étaient rattachées à l’université de Metz.

L'unité de formation et de recherche (UFR) en sciences humaines et sociales est une composante de l'université de Lorraine située sur le campus du Saulcy à Metz. Il existe 6 centres de recherche, le LOTERR, laboratoire de géographie issu de la fusion du CEGUM et du CERPA. Le Centre de recherche sur les médiations (CREM). Le Centre Régional Universitaire Lorrain d’Histoire (CRULH). Le Laboratoire Lorrain de Sciences Sociales (2L2S - ERASE), le PErSEUs, Équipe Psychologie Ergonomique et Sociale pour l'Expérience Utilisateurs, le EPSAM, Équipe de Psychologie de la Santé de Metz, l'Unité de recherche Maladies Chroniques, Santé Perçue et Processus d'Adaptation 

### Nancy
Cette section ne s'appuie pas, ou pas assez, sur des sources secondaires ou tertiaires indépendantes du sujet. Le texte peut contenir des analyses inexactes ou inédites de sources primaires.
Pour l'améliorer, ajoutez-en, ou placez des modèles {{Source secondaire souhaitée}} ou {{Source secondaire nécessaire}} sur les passages mal sourcés. (novembre 2022)

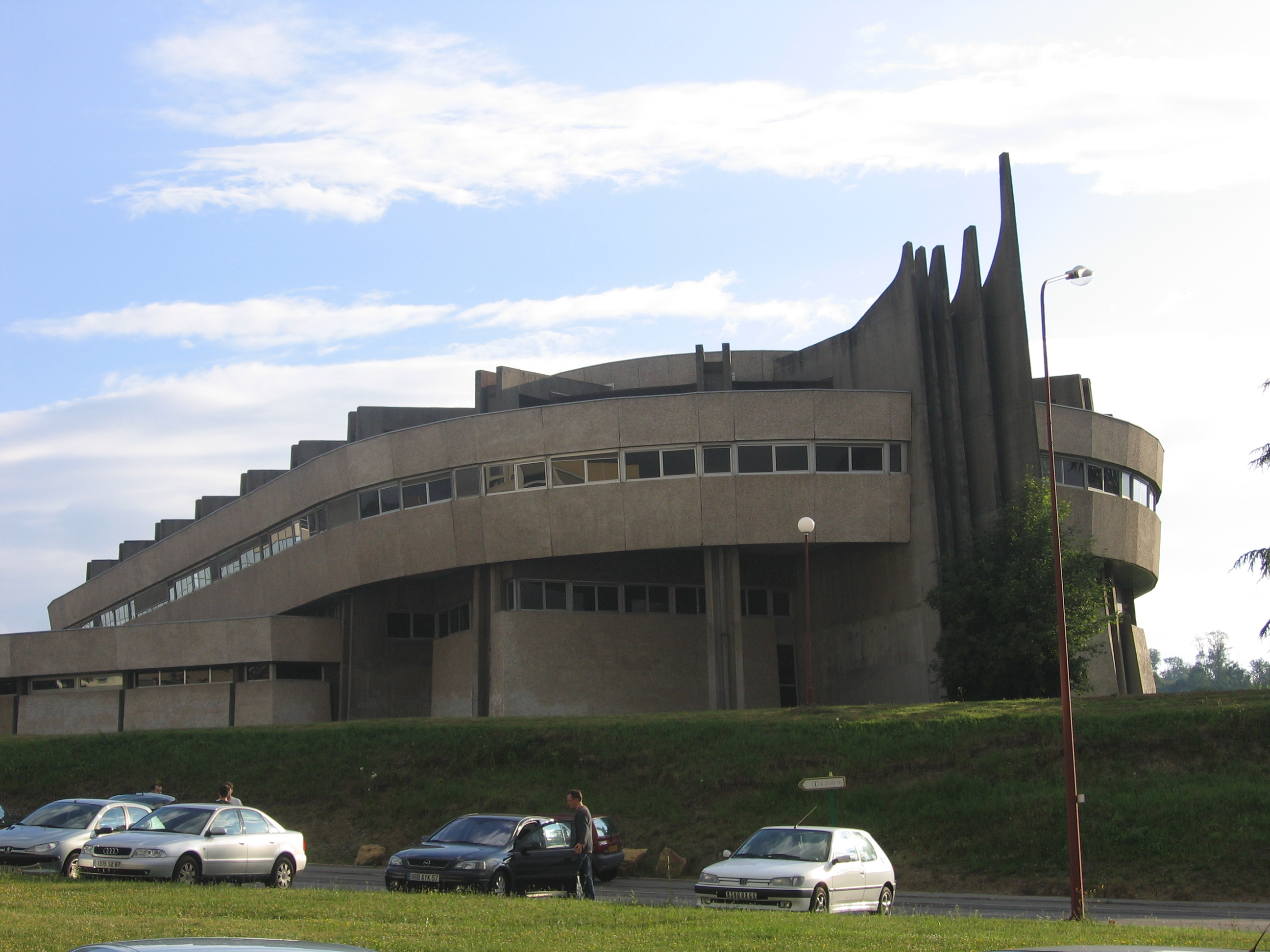
Bibliothèque de la Faculté des sciences et technologies sur le campus des Aiguillettes (Villers-lès-Nancy).

Plusieurs campus et implantations sont répartis sur l'agglomération nancéienne.
- l'unité de formation et de recherche faculté de droit, sciences économiques et gestion est installée en centre-ville, dans le palais de l'Académie, inauguré en 1862. Même s'ils ne forment pas un campus en tant que tel, elle est géographiquement proche du Pôle lorrain de gestion et de l'Institut européen du cinéma et de l'audiovisuel, ainsi que de l'un des sites de la Présidence de l'université.
- le campus Meurthe-Canal regroupe deux écoles, l'École européenne d'ingénieurs en génie des matériaux (EEIGM) et l'École nationale supérieure en génie des systèmes industriels (ENSGSI), ainsi que l'École nationale supérieure d'architecture de Nancy, associée par convention à l'université de Lorraine. On y trouve également le Lorraine FabLivingLab.
- le campus Vieille-Ville abrite l'École nationale supérieure des industries chimiques (ENSIC)
- le campus Lettres et sciences humaines est, dans son appellation, explicite
- le pôle Herbert Simon accueille l'Institut d'administration des entreprises (IAE) et l'Institut des Sciences du Digital, Management & Cognition (IDMC)
- le campus ARTEM accueille l'Institut d'Administration des Entreprises (IAE) et l'École nationale supérieure des mines de Nancy
- le campus Victor Grignard (également connu sous le nom de campus des Aiguillettes), regroupe la faculté des sciences et technologies, Télécom Nancy, ainsi que la faculté des sports.
- le campus de Brabois compte plusieurs écoles d'ingénieurs (l'ENSAIA, l'ENSEM, l'ENSG) et le site des facultés de médecine, de maïeutique, de pharmacie et d'odontologie
- le campus Polytech accueille l'école d'ingénieur Polytech Nancy[31].

La ville accueille également l'École polytechnique de l'université de Lorraine, l'IUT de Nancy-Brabois et l'IUT Nancy-Charlemagne, ainsi que le siège de l'INSPÉ de Lorraine et son site de Nancy-Maxéville.

### IUT Nancy Charlemagne
L'Institut Universitaire de Technologie Nancy-Charlemagne (souvent abrégé en IUT Nancy-Charlemagne) est un IUT créé en 1967. Il comporte 5 départements de formation : Informatique, Information-Communication, Techniques de Commercialisation, Gestion des Entreprises et des Administrations, ainsi que Métiers du Multimédia et de l'Internet.

### Metz
Cette section ne s'appuie pas, ou pas assez, sur des sources secondaires ou tertiaires indépendantes du sujet. Le texte peut contenir des analyses inexactes ou inédites de sources primaires.
Pour l'améliorer, ajoutez-en, ou placez des modèles {{Source secondaire souhaitée}} ou {{Source secondaire nécessaire}} sur les passages mal sourcés. (novembre 2022)
Les composantes de recherche et de formation de l'université de Lorraine dans l'agglomération de Metz sont principalement organisées autour de trois campus.
- le campus du Saulcy regroupe des unités de formation et de recherche de différentes disciplines, en sciences humaines et sociales (SHS), en arts, lettres et langues (ALL), en droit, économie et administration (DEA), en journalisme (MJMN, affilié à l'Association européenne de la formation au journalisme), ainsi que l'Institut universitaire de technologie de Metz. On y trouve également l'Espace Bernard-Marie Koltès / Théâtre du Saulcy, scène conventionnée par le ministère de la culture.
- le campus Technopole comprend l'École supérieure de management - Institut d’administration des entreprises (ESM-IAE), le département Mesures Physiques de l'IUT de Metz et l'Institut supérieur franco-allemand de techniques, d'économie et de sciences (ISFATES)[32], installés dans un même bâtiment. L'École nationale d'ingénieurs de Metz, qui est associée à l'université de Lorraine à partir de 2016, est également sur le campus Technopole. Depuis la rentrée 2017, l'UFR MIM (Mathématiques, Informatique et Mécanique) est transféré sur le site du Technopole.
- le campus Bridoux accueille, pour sa part, l'unité de sciences fondamentales et appliquées (SciFA).

L'Institut national supérieur du professorat et de l'éducation (INSPÉ de Lorraine) dispose également d'un site à Montigny-lès-Metz.

### Épinal
Il existe plusieurs implantations de l'université de Lorraine à Épinal, et notamment :
- le campus Bois, qui abrite l'École nationale supérieure des technologies et industries du bois (ENSTIB) et le Centre d'essais textile lorrain (CETELOR)
- le campus Blanck, où sont installés des antennes de la faculté des sciences et technologie et de la faculté du sport
- l'Institut universitaire de technologie d'Épinal (IUT Épinal-Hubert Curien)
- une antenne de la faculté de droit, de sciences économiques et de gestion
- un site de l'Institut national supérieur du professorat et de l'éducation (INSPÉ de Lorraine)

### Autres implantations

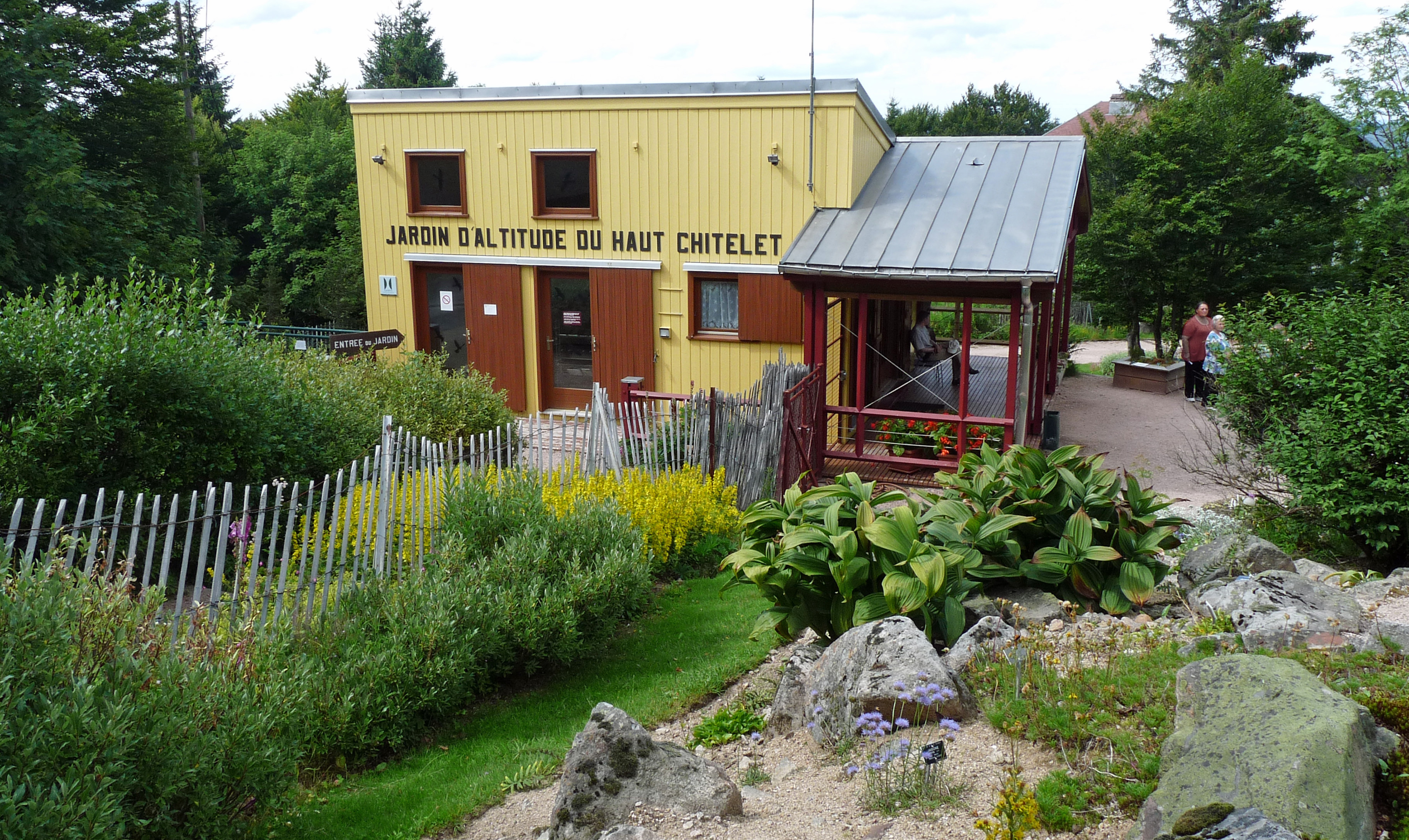
L'entrée du jardin d'altitude du Haut-Chitelet.

L'université de Lorraine est présente à Bar-le-Duc (site de l'INSPÉ de Lorraine), à Briey (IUT de Longwy), à Forbach (IUT de Moselle-Est), à Homécourt (le laboratoire d'étude des sols pollués du groupement d'intérêt scientifique sur les friches industrielles (GISFI) est installé sur le site de l'ancienne cokerie), à Laneuvelotte (ferme expérimentale de la Bouzule, destinée à la recherche et à la formation en agronomie et industrie alimentaire).
Elle est également implantée à Cosnes-et-Romain (IUT de Longwy), à Lunéville (IUT Nancy-Brabois), à Saint-Avold (IUT de Moselle-Est), à Saint-Dié-des-Vosges (IUT de Saint-Dié-des-Vosges), à Sarreguemines (une antenne de l'UFR de droit, l'IUT de Moselle-Est et une antenne de l'INSPÉ de Lorraine), à Yutz (IUT de Thionville-Yutz).
Enfin, l'université de Lorraine est présente à Xonrupt-Longemer, au cœur des Vosges, où elle dispose d'un jardin d'altitude, le Jardin d'altitude du Haut-Chitelet.

## Démographie
En 2020, le territoire lorrain compte au total 82 206 étudiants réparti sur 11 agglomérations, selon l’étude réalisée par trois agences d'urbanismes du Sillon Lorrain.
| Site urbain            | Nombre d'étudiants | Nombre d'établissements |
| ---------------------- | ------------------ | ----------------------- |
| Agglomération de Nancy | 51 661             | 63                      |
| Agglomération de Metz  | 22 838             | 37                      |
| Épinal                 | 2 365              | 12                      |
| Thionville             | 1 255              | 5                       |
| Sarreguemines          | 1 057              | 1                       |
| Longwy                 | 715                | 1                       |
| Saint-Dié-des-Vosges   | 603                | 1                       |
| Forbach                | 592                | 1                       |
| Saint-Avold            | 430                | 1                       |
| Bar-le-Duc             | 405                | 1                       |
| Lunéville              | 285                | 1                       |

## Financements
L'université de Lorraine est financée principalement par le ministère de l'Enseignement supérieur et de la Recherche. Elle est également dotée d'une fondation universitaire nommée ID+ Lorraine.

## Héraldique
L'Université de Lorraine porte pour blason, adopté en novembre 2021 : De sable à deux livres ouverts d’argent en chef accompagnés en pointe d’un écusson d’or à la bande de gueules chargée de trois alérions d’argent.